# 佐藤由美子 (組木工芸家)
佐藤 由美子（さとう ゆみこ、1946年 - ）は、日本の組木工芸家。北海道紋別郡興部町出身、紋別市在住。

## 来歴
北見市、旭川市各地の市民講座、イベントサークル活動などで組木工芸を始める。
1992年、留辺蘂町の木工作家・伊藤英二に師事。伊藤主催の工房「といこうぼう」において、主に木製玩具製作を学ぶ。 1993年7月に興部町、留辺蘂町に来訪した組み木の第一人者 小黒三郎に師事。
1993年12月、旭川市において木工サークル「くまげら会」に参加。1998年2月、2000年5月に個展開催。
2001年 「組み木創作の会」入会。 地域密着型の木製玩具製作・組み木教室の開催などの啓蒙活動を行っている。